# Tupi FC (Rio Grande do Sul)
Tupi FC is een Braziliaanse voetbalclub uit Crissiumal in de staat Rio Grande do Sul. De club werd opgericht in 1949. De club speelde in de jaren zeventig twee seizoenen in de hoogste klasse van de staatscompetitie. 

## Overzicht seizoenen Campeonato Gaúcho
| Competitie | Aantal | Periode                                            |
| ---------- | ------ | -------------------------------------------------- |
| Série A1   | 2      | 1975-1976                                          |
| Série A2   | 20     | 1966, 1970, 1978-1979, 1987-1991, 2005-2006, 2014- |